# Vorspiel SSL Berlin
Vorspiel — Sportverein für Schwule und Lesben Berlin (сокращённо: Vorspiel SSL Berlin) — спортивное общество для геев и лесбиянок в Берлине, насчитывающее более 1,1 тысяч членов. Является крупнейшим спортивным ЛГБТ-объединением Германии и одним из крупнейших в Европе. В настоящий момент клуб предлагает своим членам более 30 видов спорта. Клуб открыт для представителей всех сексуальных ориентаций и гендерных идентичностей.

## История
Клуб «Vorspiel» был основан 11 ноября 1986 года под названием «Schwuler Sportverein Vorspiel» — «Спортивное объединение для геев» после первых Гей-игр в Сан-Франциско. В первые годы работы в клубе тренировались лишь мужчины, первые женские участники появились в 1992 году, после чего клуб был переименован, получив в своё название также дополнение «для лесбиянок».
Клуб является членом многочисленных спортивных союзов, в связи с чем имеет право официально выставлять своих членов на различные соревнования. С 1989 года Vorspiel является также членом регионального земельного спортивного союза Берлина (нем. Landessportbund). Следует отметить, что принятия в этот союз клубу пришлось добиваться через суд, так как отказ в членстве был вызван по причине «отталкивающего названия». В 1992 году Schwuler Sportverein Vorspiel подал заявку о вступлении в Берлинский союз легкоатлетов (нем. Berliner Leichtathletikverband), в чём клубу было отказано снова по причине провокационного названия. Дело в том, что в немецком языке одним из значений слова «Vorspiel» является также «сексуальная прелюдия», и в союзе легкоатлетов посчитали наличие слов «гей» и «прелюдия» в одном словосочетании имеющим сексуальный подтекст. Отказ был обжалован в суде, однако иск был отклонён. Споры продлились до 1998 года. И лишь после переименования клуба в Vorspiel — Sportverein für Schwule und Lesben Berlin (со смысловым разделением слов Vorspiel и schwul) союзу легкоатлетов пришлось принять клуб в свои ряды.
С 1989 года Vorspiel также является членом Международной Федерации Гей-игр, а с 1995 года — членом Европейской спортивной ЛГБТ-федерации (англ. European Gay & Lesbian Sport Federation). В 1996 году Vorspiel также участвовал в организации и проведении Евроигр в Берлине.

## Членство клуба
Согласно официальной информации, клуб Vorspiel SSL Berlin является членом следующих организаций:
- Ассоциация бадминтона Берлин-Бранденбург
- Берлинская федерация гимнастики
- Берлинский легкоатлетический союз
- Берлинское отделение Немецкого общества спасения жизни
- Берлинский союз пловцов
- Берлинская ассоциация настольного тенниса
- Берлинская федерация спорта на роликовых коньках и скейтборде
- Берлинский союз триатлона
- Волейбольная ассоциация Берлина
- Европейская спортивная ЛГБТ-федерация
- Федерация Гей-игр
- Союз геев и лесбиянок Германии

## Бывшие или действительные члены клуба
- Маркус Фольман (нем. Markus Follmann) — двукратный чемпион Германии по плаванию в возрастной группе 45—50 лет на чемпионатe Deutsche Kurzbahnmeisterschaften der Masters в 25-метровом бассейне[14] в плавании на 100-метровой дистанции свободным стилем[15] и на 50-метровой дистанции на спине[16]. Рекордсмен Германии по плаванию на спине на дистанции 50 метров в возрастной группе 45—50 лет (время — 00:28,66)[17][18]. Трёхкратный золотой призёр GayGames 2010 в Кёльне[19] и двукратный золотой призёр EuroGames 2001 в Ганновере[20].
- Ульрике Фолькертс (нем. Ulrike Folkerts) — серебряный и бронзовый призёр по плаванию на Gay Games 2002 в Сиднее[21] и бронзовый призёр EuroGames 2004 в Мюнхене[22].